# 业内前五
《业内前五》（英語：Top Five）是一部2014年由克里斯·洛克编剧并执导的美国喜剧片，克里斯·洛克、罗莎里奥·道森和加布里埃尔·尤尼恩主演。入选2014年多伦多影展特别展映单元。美国于2014年12月12日上映，派拉蒙公司发行。

## 剧情
纽约市的喜剧人物和电影明星Andre Allen在接受记者Chelsea Brown采访后，开始真正面對他的过去和喜剧事业。

## 演员
- 克里斯·洛克 - Andre Allen
- 蘿莎瑞·道森 - Chelsea Brown，女记者
- 蓋柏莉·尤恩 - Erica Long
- 凱文·哈特 - Charles
- 雪莉·謝波德 - Vanessa，Allen的前女友
- J·B·史慕福 - Silk，Allen的保镖、助手
- 羅瑪尼·麥柯 - Benny Barnes
- 瑞克·夏皮羅 - 騎自行車的人
- 萊絲莉·瓊斯 - Lisa
- 琥碧·戈柏 - 她自己
- 塞德里克·凱爾斯 - Jazzy Dee
- 崔西·摩根 - Fred
- 亞當·山德勒 - 他自己

## 反响
烂番茄新鲜度86%，Metacritic上37家媒体综评81分，获得极大好评。影片被认为“聪明、有趣和尖刻，为年度最佳喜剧片之一”。
美国首周末收获720万美元列第四位。次周末入账357万列第七。